# 稱名瀑布

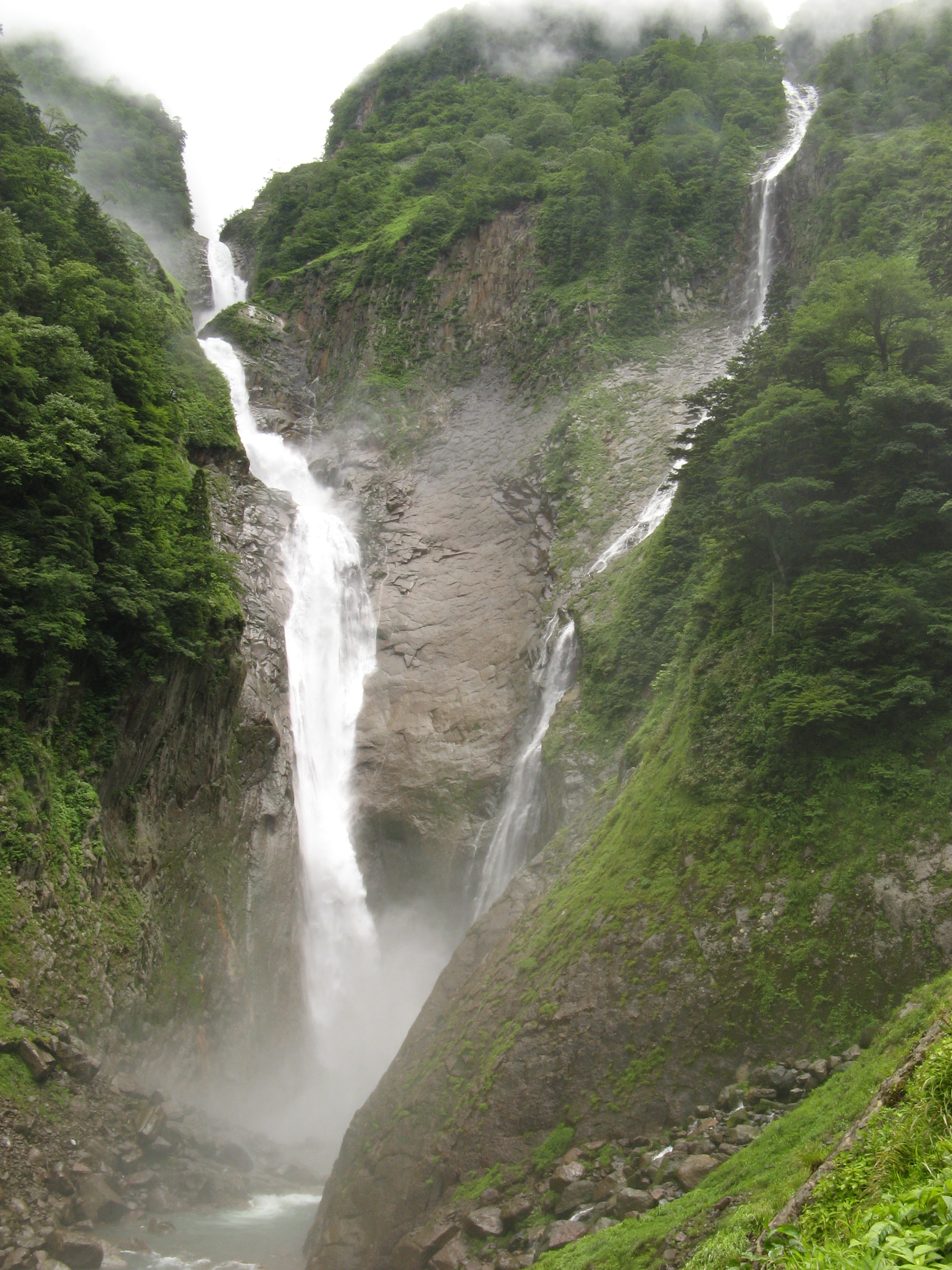
稱名瀑布（左）與榛之木瀑布（右）

稱名瀑布位在日本富山縣，被指定為日本天然紀念物，稱名瀑布是號稱日本第一的最大瀑布，落差高達350公尺，分成四段曲折奔流而下: 第1段70m、第2段58m、第3段96m、及第4段126m。每年4月~6月白雪溶化時，稱名瀑布的右邊還會出現500公尺高的夢幻瀑布—稱為榛之木瀑布。

## 關連項目
- 日本瀑布百選
- 瀑布列表
- 日本之音風景100選
- 日本三大列表
- 地質・礦物天然記念物列表

## 外部連結
- 國指定文化財 資料庫 （页面存档备份，存于）（文化廳）（日語）